# 聯合礦業研究所
聯合礦業研究所，是1950年代至1970年代曾經存在於台灣的一個礦業研究機構，隸屬於中華民國經濟部。1973年，與同為經濟部所屬的聯合工業研究所、金屬工業研究所合併成立工業技術研究院。

## 歷史
聯合礦業研究所的前身是1953年成立的經濟部南莊煤礦探勘處。1954年，利用美援擴大改組為煤礦探勘處。1955年，經濟部為金屬、非金屬等工業原料礦產進行探勘工作，成立鑛產測勘團。1960年，經濟部成立工礦計畫聯繫組煤業小組，專責規劃公、民營煤礦探勘開發工作。
- 1963年，經濟部成立礦業研究服務組，專責石油以外之礦產探勘開發規劃研究與輔導工作，並將煤業小組併入；1966年再將鑛產測勘團併入。
- 1968年8月，經濟部將礦業研究服務組改組，成立聯合礦業研究所。
- 1973年1月，遷址於土地改革紀念館（台北市敦化南路1號）3樓辦公。
- 1973年7月5日，聯合礦業研究所與同為經濟部所屬的聯合工業研究所、金屬工業研究所合併，成立工業技術研究院，並下設礦業研究所，歷經改組能源與礦業研究所，現為能源與資源研究所。[1]

## 歷任首長

### 南莊煤礦探勘處處長
- 程宗陽（1953年－1954年）

### 煤礦探勘處處長
- 程宗陽（1954年－？）

### 工礦計畫聯繫組召集人兼煤業小組召集人
- 李國鼎（1960年－1963年）

### 礦業研究服務組召集人
- 邵逸周（1963年－1966年）
- 董蔚翹（1966年－1968年8月20日）

### 聯合礦業研究所所長
- 卜昴華（1968年8月20日－1972年8月）
- 馮大宗（1972年8月－1973年7月接任工業技術研究院礦業研究所所長）[2]

## 組織
1972年8月馮大宗所長在任時，聯合礦業研究所組織如下：
- 煤業研究室
- 礦業研究室
- 地質研究室
- 地熱資源研究室
- 能源研究室[3]

## 主要研究項目
1972年8月馮大宗所長在任時，聯合礦業研究所主要研究項目如下：
- 礦產資源調查探勘與開發之規劃
- 礦業技術及管理研究改進
- 礦產品品質之改進、利用及市場調查研究
- 礦場安全之建議
- 礦場員工訓練之協助
- 礦業之報導出版[3]